# Pristimantis blasi
Pristimantis blasi — вид жаб родини Craugastoridae. Описаний у 2022 році.

## Поширення
Ендемік Колумбії. Виявлений на західному схилі Західних Кордильєр у департаменті Рісаральда на висоті 1000—1300 м над рівнем моря.